# Kaczismus

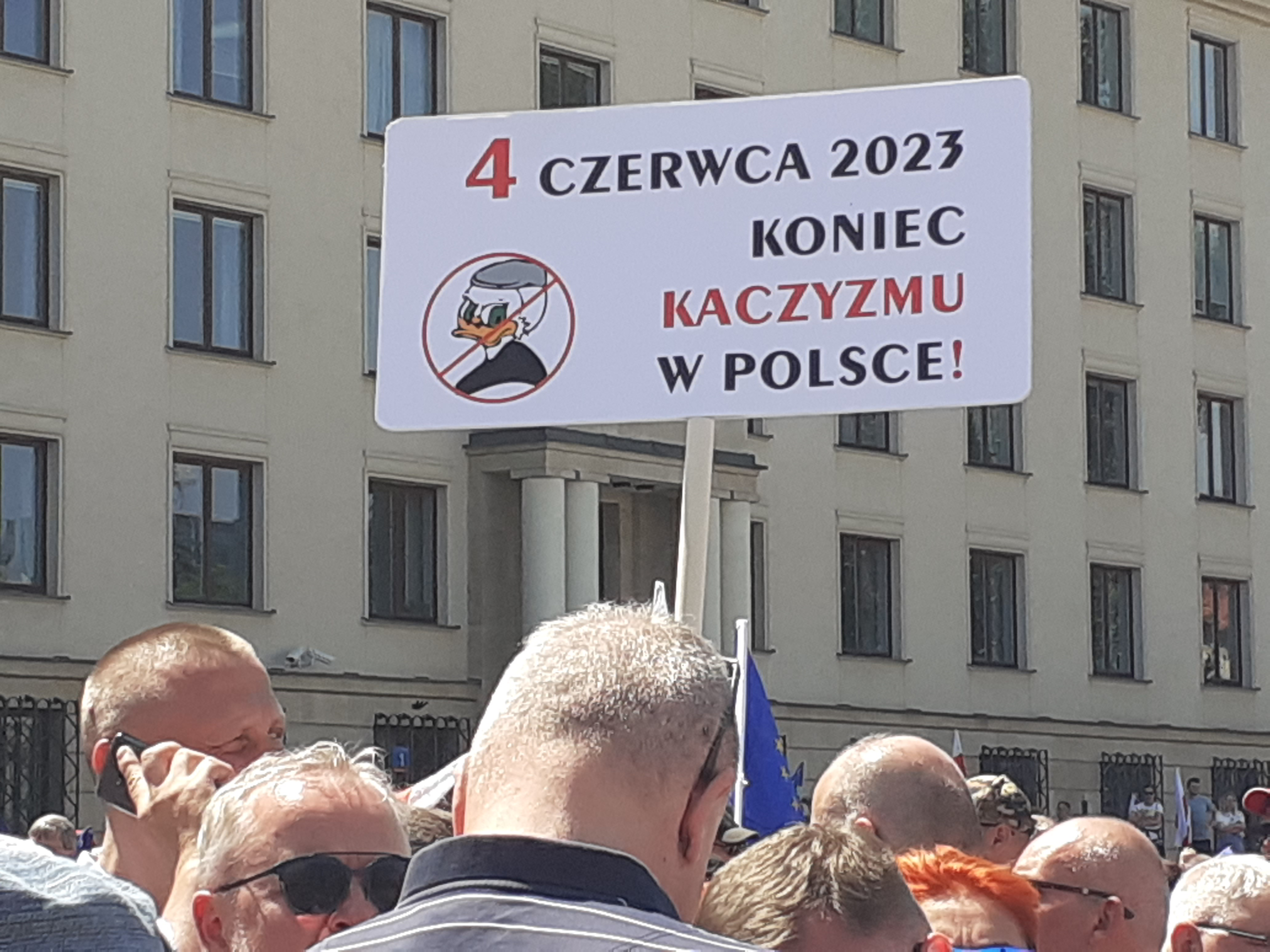
Slogan gegen den Kaczismus während einer Demonstration der Opposition in Warschau am 4. Juni 2023

Kaczismus (polnisch: kaczyzm [ˈkatʃɪzm]) ist eine pejorative oder satirische Bezeichnung der Weltanschauung der polnischen Partei Prawo i Sprawiedliwość (PiS, dt.: Recht und Gerechtigkeit) und ist angelehnt an den Namen ihrer führenden Politiker, der Zwillingsbrüder Jarosław und Lech Kaczyński.

## Ursprüngliche, satirische Bedeutung
Der Begriff wurde zum ersten Mal im Februar 2005 in der Wochenzeitschrift Wprost in „Triumph  des Kaczismus“ verwendet, um die politische PiS-Doktrin zu beschreiben. Im Polnischen klingt bei der Verwendung des Begriffs das Wort kaczor (Enterich) an, was in der karikaturistischen Darstellung gerne verwendet wird, um den Familiennamen der beiden Brüder zu ironisieren.

## Sekundäre, politische Bedeutung
Der Begriff erlangte durch die SLD-Abgeordnete Joanna Senyszyn, die ihn während einer Sejm-Debatte am 5. Mai 2005 benutzte, eine politische Bedeutung. Er wurde verstärkt während der polnischen Präsidentschaftswahlen 2005 durch die Linken und LGBT-Kreise propagandistisch benutzt. Die PiS-Gegner setzten den Begriff als Negativ-Wahlslogan ein, es sollte die PiS-Ideologie mit
- Konservatismus,
- Katholizismus
- Antikommunismus,
- Intoleranz (gegenüber sexuellen Minderheiten),
- Nationalismus und
- Populismus

assoziieren.